# Gloeospermum
Gloeospermum là một chi thực vật thuộc họ Violaceae.
Bao gồm các loài:
- Gloeospermum boreale, C.V.Morton